# Гаспари, Адам Христиан
Адам Христиан Гаспари (1752—1830) — ординарный профессор, декан филолософского факультета и ректор Дерптского университета.

## Биография
Звание доктора философии получил в 1790 г., по окончании курса поступил гофмейстером к графу Мольтке, а в 1795 г. приглашен экстраординарным профессором по кафедре философии в Йенский университет. С 1797 по 1798 г. состоял экстраординарным профессором истории и географии в Ольденбургской гимназии; затем до 1803 года давал частные уроки в Вандсбеке, близ Гамбурга.
За это время он приобрел известность своими работами по статистике и географии и 28 февраля 1803 г. по единогласному решению Совета Дерптского университета был приглашен ординарным профессором на кафедру истории и статистики русского государства; занял её с 20 марта 1803 г. 1 августа 1804 г. был на год избран ректором, а 1 августа 1806 г. деканом философско-математического и филолого-исторического отделений философского факультета на такой же срок. Кроме того, преподавал русскую историю в Учительском институте при университете и состоял членом училищной комиссии.
В Дерптском университете читал следующие курсы: статистику русского государства, статистику главнейших государств Европы, географию внеевропейских частей света, историю географии, геральдику, историю главнейших государств Европы, кроме России и Германии, и историю Остзейских провинций; русскую же историю (по Мейзелю) читал только последние три года своей службы. Пробыл в Дерпте шесть лет и в декабре 1809 г. перешёл в Кенигсбергский университет на кафедру географии и статистики.